# 工場排水等の規制に関する法律
工場排水等の規制に関する法律（こうじょうはいすいとうのきせいにかんするほうりつ、昭和33年12月25日法律第182号）は、日本の工場排水の規制による公共用水域の水質保全に関する廃止された法律である。
1958年（昭和33年）12月25日に公布、1959年（昭和34年）3月1日に施行され、1971年（昭和46年）6月24日、水質汚濁防止法（昭和45年法律第138号）の施行に伴い廃止された。条文は27条で、関係省は大蔵省、厚生省、農林省、通商産業省および運輸省。

## 概要

### 制定の背景
日本における公共用水域の水質保全に関する法律では、漁業資源保護の観点から旧漁業法（明治43年法律第58号）が制定されたのがはじまりであり、その後、港則法（昭和23年法律第174号）、鉱山保安法（昭和24年法律第70号）、漁港法（昭和25年法律第137号）、港湾法（昭和25年法律第218号）などの個別法によって規制が行われてきた。
1949年（昭和24年）ころに経済安定本部に資源調査会が設けられ、1951年（昭和26年）に「水質汚濁防止に関する勧告」が経済安定本部にだされたが法制化には至らなかった。その後、毎年のように「水質汚濁防止法」の制定を求める請願が採択されても、産業（特に鉱業）を守るための慎重論があり、法制化されなかった。1958年（昭和33年）に東京都江戸川の製紙工場排水による江戸川漁業被害が起こり、公共用水域の水質の保全に関する法律と工場排水等の規制に関する法律（旧水質二法）が制定された。

### 法の内容
公共用水域の水質の保全に関する法律において、経済企画庁長官は、水質審議会の議を経て、公共用水域のうち、当該水域の水質の汚濁が原因となって関係産業に相当の損害が生じ、もしくは公衆衛生上看過し難い影響が生じているものまたはそれらのおそれのあるものを、水域を限って、指定水域として指定し、指定水域に排出水を排出する工場、事業場等について水質基準を設定するとされた。
この水質基準を遵守させるため、工場排水等の規制に関する法律 において、主務大臣は、同法施行令で規定する「特定施設」を設置する工場または事業場に対して、特定施設の設置等の届出ならびに水質の測定および記録を行わせるとともに、工場排水等の水質が当該指定水域に係る水質基準に適合しないと認めるときは、その工場排水等を指定水域に排出する者に対し、期限を定めて、汚水等の処理の方法の改善、特定施設の使用の一時停止その他必要な措置をとるべきことを命ずることができるとされた。

### 廃止
しかし、旧水質二法は、規制水域や規制対象業種を個別に指定する制度であるため実効性が不十分であることが指摘され、1970年（昭和45年）の公害国会において水質汚濁防止法が制定され、廃止された。

## 政令
- 工場排水等の規制に関する法律の施行期日を定める政令（昭和34年政令第22号）
- 工場排水等の規制に関する法律施行令（昭和34年政令第388号）